# Hydatophylax minor
Hydatophylax minor là một loài Trichoptera trong họ Limnephilidae. Chúng phân bố ở miền Cổ bắc.